# Cille
Cille ist eine türkische Animationsserie von Cağrı Cem Bayraklı, die seit 2011 auf dem  türkischen Fernsehsender TRT Çocuk ausgestrahlt wurde.

## Handlung
Vor langer, langer Zeit gab es einen Krieg zwischen den Ezakis und den Menschen. Es ist ein endloser Krieg, der beide Rassen verzehrt. Eines Tages standen sich die beiden Armeen im Schmiedetal gegenüber. Kadu gehört von Volk der Ezakis und von Zend. Die beiden Könige schworen im Schatten des alten Baumes und so begann die Khazar-Ära. Die Zeit verging und der böse Zigat, der Zend ersetzte, als er starb, beendete den Frieden. In dem Moment, als alle Hoffnung erschöpft war, flüchtete der alte König Kadu in den Ikivak-Baum. Der Baum enthüllte ihm das Geheimnis, dass sein Volk ihm retten wird.

## Synchronisation
| Rolle        | Originalsprecher                                                                                   |
| ------------ | -------------------------------------------------------------------------------------------------- |
| Kayra        | Ahmet Taşar (erste Sprecher), Ali Hekemoğlu (zweite Sprecher), Yağız Can Konyalı (dritte Sprecher) |
| Aşula        | Elif Erdal                                                                                         |
| Solin        | Alayça Gidişoğlu (erste Sprecher), Didem Atlıhan (zweite Sprecher)                                 |
| Ahendil      | Bergen Coşkun                                                                                      |
| Rehzen, Edna | Savaş Pat                                                                                          |
| Gabi         | Sercan Gidişoğlu                                                                                   |
| Lagar        | Levent Ünsal                                                                                       |
| Müdrik       | Gazanfer Ündüz (erste Sprecher), Osman Gidişoğlu (zweite Sprecher)                                 |
| Haris        | Ahmet Eres                                                                                         |
| Gazal        | Tülay Bekret                                                                                       |
| Akabat       | Emre Törün                                                                                         |
| Calip        | Mehmet Güler                                                                                       |